# Duberria
Duberria is een geslacht van slangen uit de familie Pseudoxyrhophiidae.

## Naam en indeling
Er zijn vier soorten, de wetenschappelijke naam van de groep werd voor het eerst voorgesteld door Leopold Fitzinger in 1826.

## Verspreiding en habitat
De soorten komen voor in delen van zuidelijk Afrika en leven in de landen Zuid-Afrika, Swaziland, Zimbabwe, Mozambique, Tanzania, Kenia, Ethiopië, Oeganda, Rwanda, Burundi, Congo-Kinshasa, Zambia en Malawi. De habitat bestaat uit akkers, bossen, graslanden en savannen.

## Levenswijze
De soorten leven uitsluitend van slakken. Het huisje wordt hiertoe gekraakt en vervolgens worden deze harde delen uitgespuugd waarna de slak wordt doorgeslikt.

## Beschermingsstatus
Door de internationale natuurbeschermingsorganisatie IUCN is aan twee soorten een beschermingsstatus toegewezen. De slangen worden beschouwd als 'veilig' (Least Concern of LC).

## Soorten
Het geslacht omvat de volgende soorten, met de auteur en het verspreidingsgebied. Een naam waarbij de auteur tussen haakjes is geplaatst, werd bij eerste publicatie ervan met een andere geslachtsnaam gecombineerd.
| Naam                | Auteur            | Verspreidingsgebied                                                                                               |
| ------------------- | ----------------- | --- |
| Duberria lutrix     | (Linnaeus, 1758)  | Zuid-Afrika, Swaziland, Zimbabwe, Mozambique, Tanzania, Kenia, Ethiopië, Oeganda, Rwanda, Burundi, Congo-Kinshasa |
| Duberria rhodesiana | Broadley, 1958    | Zimbabwe |
| Duberria shirana    | (Boulenger, 1894) | Zambia, Malawi, Congo-Kinshasa, Mozambique, mogelijk in Tanzania                                                  |
| Duberria variegata  | (Peters, 1854)    | Zuid-Afrika, Mozambique                                                                                           |